# Мужен, Эжен
Эжен Мужен (фр. Eugène Mougin; 17 ноября 1852, Париж — 28 декабря 1923) — французский стрелок из лука, чемпион летних Олимпийских игр 1900.
На Играх 1900 года в Париже Мужен соревновался только в классе «Шапеле» на 50 м. Он занял первое место, выиграв золотую медаль.